# Ermländische Ebene
Die Ermländische Ebene (poln. Równina Warmińska) ist eine Mesoregion in der Woiwodschaft Ermland-Masuren in Polen. Sie ist ca. 640 km² groß. Das eiszeitlich geprägte Gebiet liegt ca. 20 bis 70 Meter über NN, wobei das Land von Norden nach Süden ansteigt.

## Lage
Die Ermländische Ebene ist der östlichste Teil der Pobrzeże Gdańskie. Im Nordwesten grenzt sie an das Frische Haff, im Osten an das Stablack und die Wormditter Ebene, im Süden an die Eylauer Seenplatte und im Westen an das Weichseldelta und die Elbinger Höhe.

## Flüsse
Die Ermländische Ebene entwässert ins Frische Haff. Bedeutende Flüsse sind:
- Bauda
- Pasłęka

## Besiedlung
Die Ermländische Ebene ist relativ dicht besiedelt. Wichtigste Kleinstadt ist Braniewo.